# 위험 인자
역학에서 위험 인자(risk factor)는 질병이나 감염의 위험 증가와 관련되는 변수다.:38 결정 요인(Determinant)이라는 용어가 동의어로 종종 사용된다. 공동체 보건 정책의 결정 요인은 불평등에 일반적으로 존재하는 건강 위험이며 개인이 통제하기 어렵다. 이를테면 비타민 C를 적게 섭취하면 괴혈병을 발전시키는 위험 요인이 될 수 있다. 보건 정책에서 가난(빈곤)은 개인의 건강 기준의 결정 요인이다.

## 역사
위험 인자의 영어 낱말 리스크 팩터(risk factor)라는 용어는 1961년 논문 내과학 회보(Annals of Internal Medicine)에서 전 프래밍햄 심장 연구 감독인 William B. Kannel에 의해 처음 만들어졌다.

## 같이 보기
- 건강의 사회적 결정요인